# Ulica Skaryszewska w Warszawie

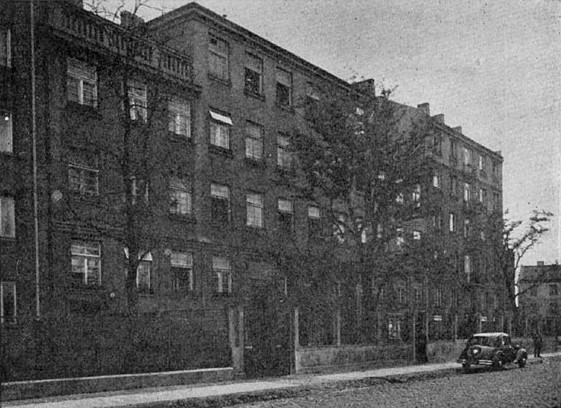
Dawny budynek IV Miejskiego Gimnazjum Męskiego im. gen. Jasińskiego, w którym mieścił się obóz na Skaryszewskiej

Ulica Skaryszewska – ulica w dzielnicy Praga-Południe w Warszawie.

## Przebieg
Ulica biegnie od ul. Targowej na wysokości al. Zielenieckiej na północny wschód w kierunku Dworca Wschodniego. Po ok. 230 metrach przecina ul. Lubelską, aby następnie zakończyć się na pętli autobusowej przed dworcem.

## Historia
Historia ulicy sięga 1883 roku, kiedy to została wytyczona jako droga dojazdowa do Dworca Kolei Terespolskiej. Została nazwana od pobliskich pól skaryszewskich, do których prowadziła. Pierwotnie łączyła ul. Wołową z późniejszym Dworcem Wschodnim.
W 1927 roku istniejącą przy ulicy kapliczkę przejęło Stowarzyszenie Księży Pallotynów i przekształciło ją w kaplicę pod wezwaniem Chrystusa Króla Pokoju. W 1934 w nowo wzniesionym budynku pod nr 8 rozpoczęły działalność IV Miejskie Gimnazjum Męskie im. gen. Jasińskiego, przeniesione z ul. Szerokiej (obecnie ul. ks. Ignacego Kłopotowskiego) nr 5 oraz szkoła powszechna nr 91.
Podczas obrony Warszawy we wrześniu 1939 roku kaplica pallotynów została niemal całkowicie zniszczona. Przystąpili oni do odbudowy znacznie większego kościoła, który został poświęcony w listopadzie 1941.
W lutym 1941 roku w budynku szkolnym Niemcy utworzyli obóz przejściowy dla wywożonych na przymusowe roboty do Niemiec. Komendantem tego obozu (nazywanego obozem na Skaryszewskiej lub od niemieckiej nazwy Durchgangslager – Dulagiem na Skaryszewskiej) był Eugen Bollongino. 8 czerwca 1944 r. przeprowadzono na niego udany zamach w ramach akcji „Główki” 27 sierpnia tego samego roku obóz został zamknięty, natomiast ślady po wojnie cały czas nosi budynek, w którym znajduje się Izba Pamięci.
Pod koniec lat 50. XX wieku na plac u zbiegu ulic Skaryszewskiej i Lubelskiej został przeniesiony bazar „Ciuchy”, który funkcjonował tam do roku 1973, kiedy to został przeniesiony do Rembertowa (na plac przy ul. Paderewskiego).
W 2012 roku, w związku z Euro 2012, ulica przeszła rewitalizację.

## Ważniejsze obiekty
- Kościół Chrystusa Króla Pokoju
- Zespół Szkół nr 89[14]

## Upamiętnienia
W 1994 roku z okazji 50. rocznicy wybuchu powstania warszawskiego w miejscu rampy służącej do wywózki ludności wzniesiono krzyż, na którym w 2015 umieszczono tabliczkę upamiętniającą obóz.

## W kulturze
- Do ulicy i obozu przejściowego nawiązuje piosenka „Siekiera, motyka”[15].
- Tadeusz Borowski, który w czasie okupacji niemieckiej pracował jako magazynier w przedsiębiorstwie budowlanym Pędzich, mieszczącym się przy ul. Skaryszewskiej 4, i mieszkał wtedy w sąsiadujących z obozem barakach należących do firmy[15],  w opowiadaniu Pożegnanie z Marią tak opisał ulicę[16]:

Latem, jesienią, zimą i wiosną uliczka – ślepa, wybrukowana kocimi łbami, śmierdząca zgnilizną otwartych rynsztoków, uliczka zgubiona między grząskim jak przegniły trup polem a szeregiem zmurszałych, parterowych domów mieszczących pralnię, fryzjera, mydlarnię, parę sklepików spożywczych i obskurny bar – dzień w dzień pęczniała wzbierającym, rozfalowanym tłumem, który podpływał pod betonowe mury szkoły, wyciągał twarze ku nowoczesnym oknom, ku pokrytemu czerwoną karpiówką dachowi, podnosił głowy, wymachiwał rękoma i krzyczał. Ujęty jak w groble w dwa szeregi policjantów, tłum odpływał korytem ulicy, odchodził aż do placu leżącego u jej wylotu, skąd otwierała się miła oczom perspektywa na zapuszczone mielizny nad rzeką, porosłe kępami postrzępionej wikliny i pokryte z rzadka liszajami śniegu, na most nad leżącą na migotliwym nurcie mgłą, na żółte, pastelowe domy miasta, roztapiające się w czystym, spokojnym, błękitnym niebie – kłębił się rozpaczliwie na placu i znowu powracał z krzykiem.

- W 2015 roku powstał spektakl pt. „Róża ze Skaryszewskiej” w reżyserii Dariusza Kunowskiego, który opowiada życiu mieszkańców ulicy na przestrzeni lat[17].

## Galeria

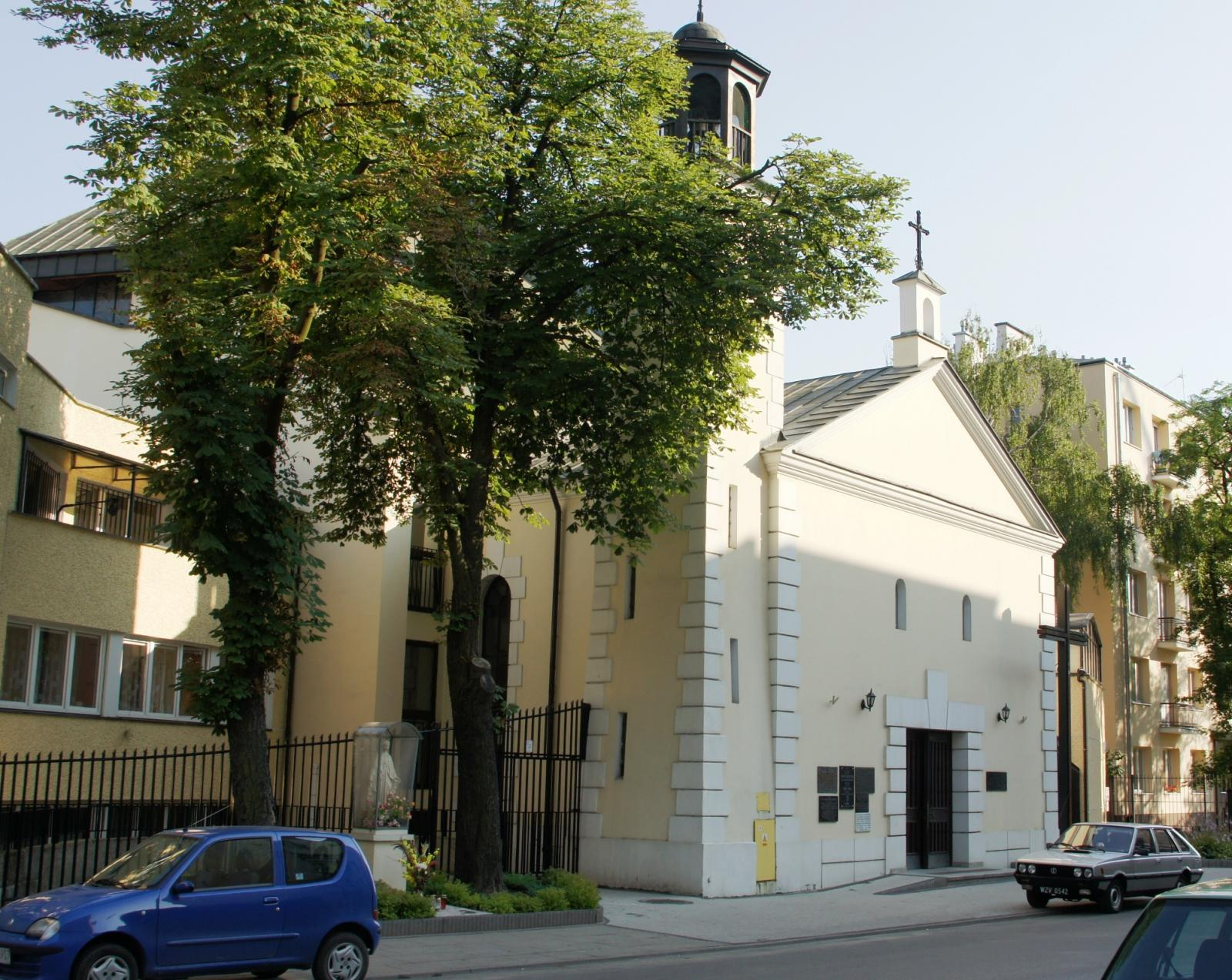
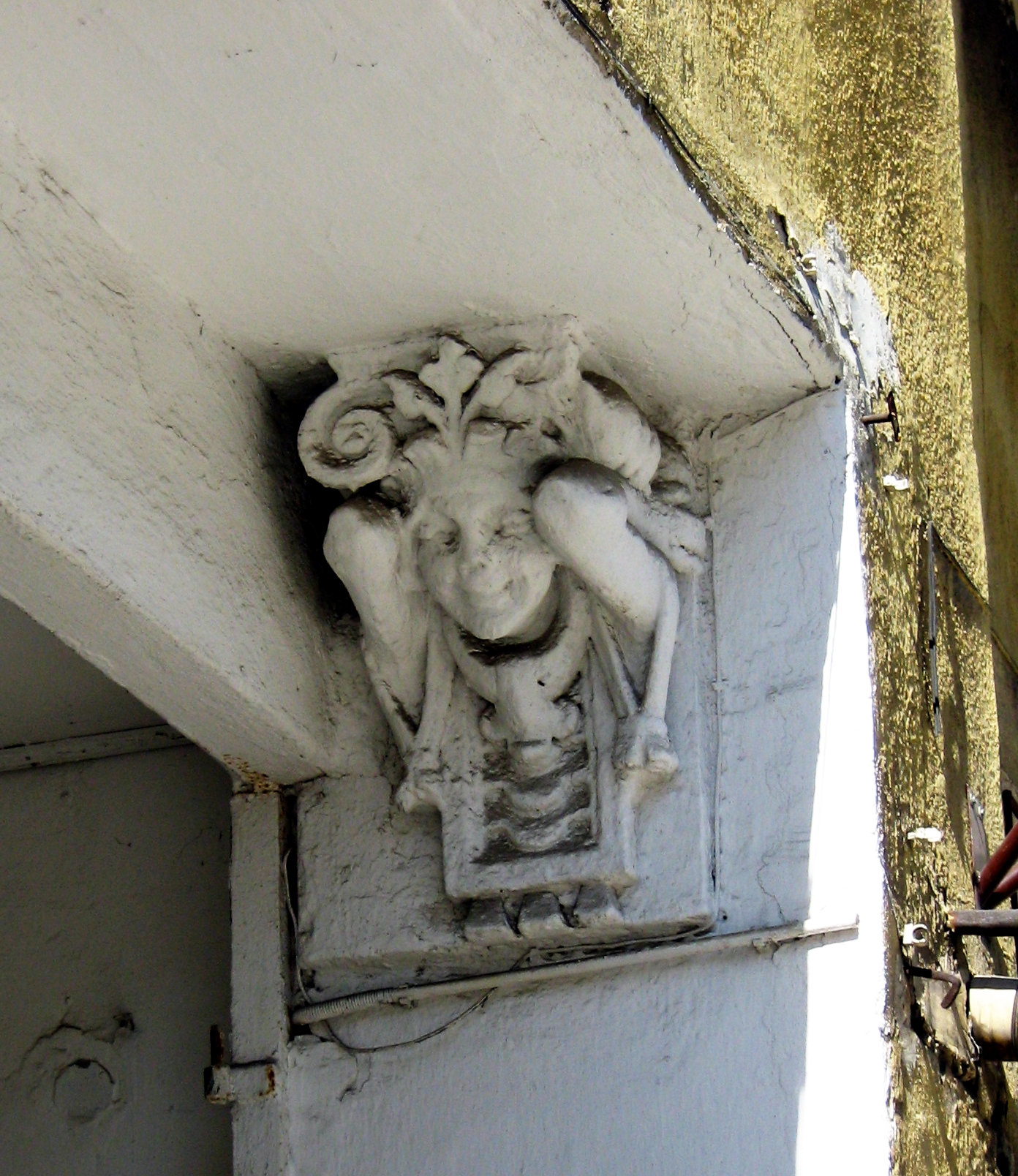
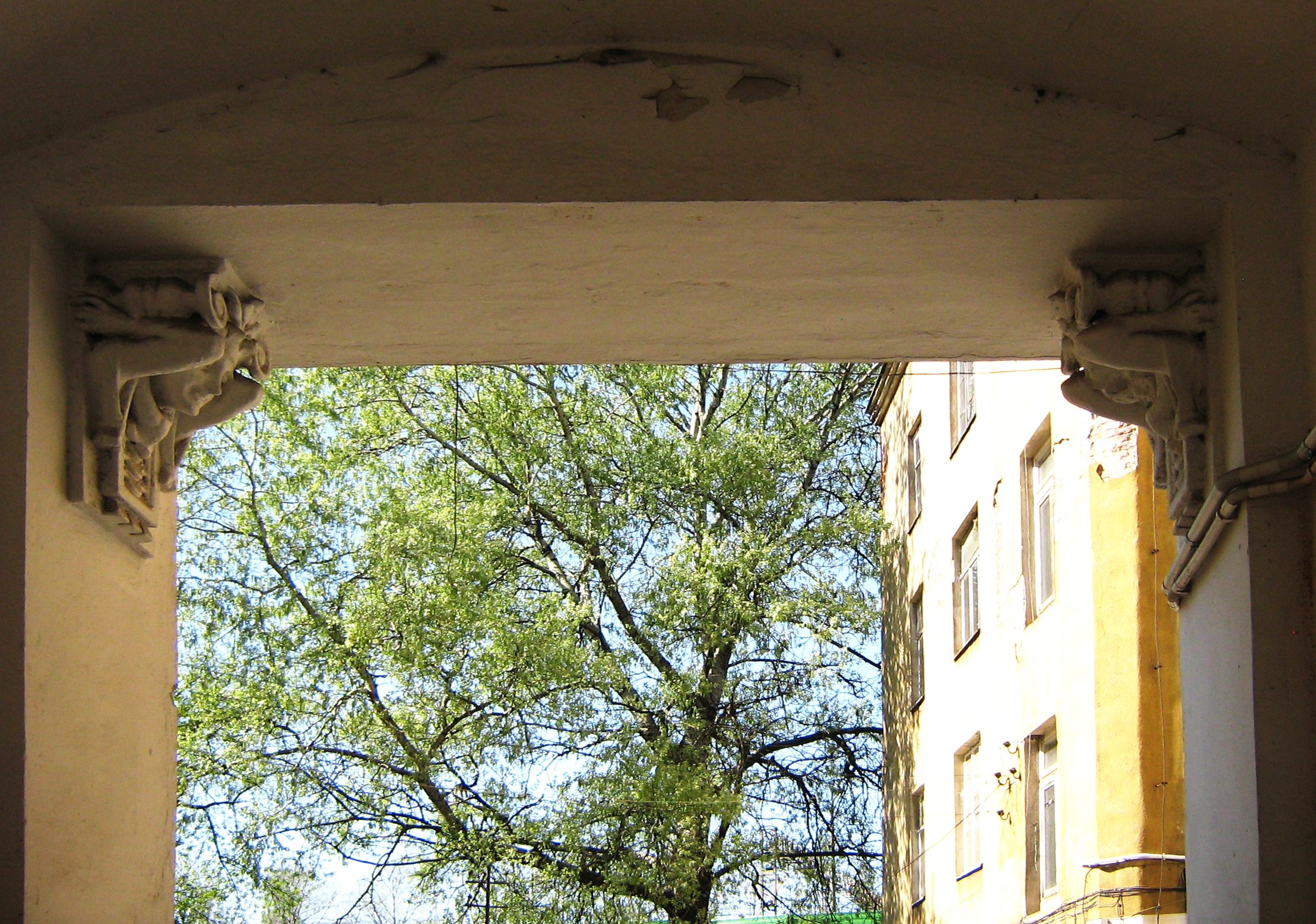
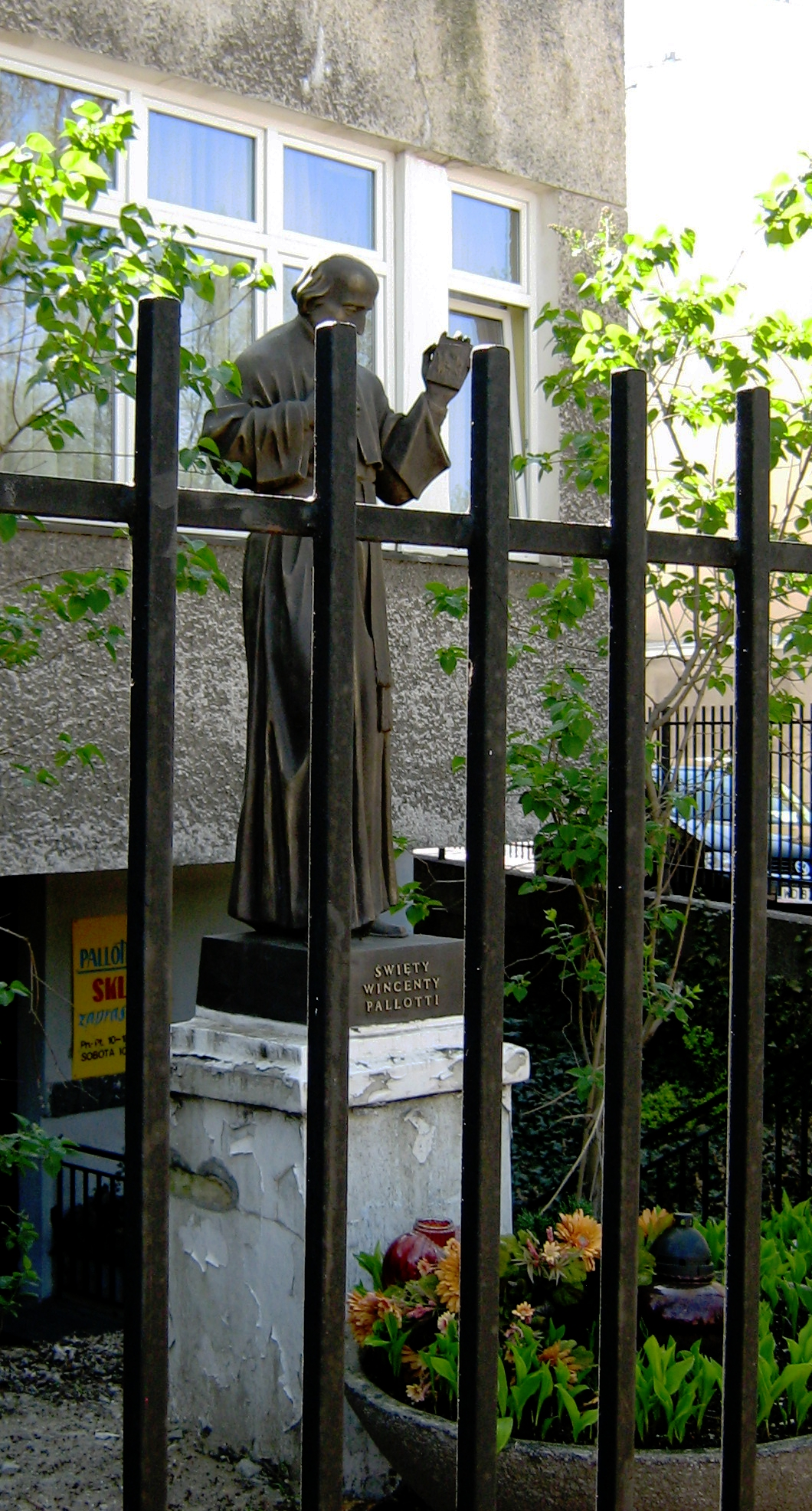
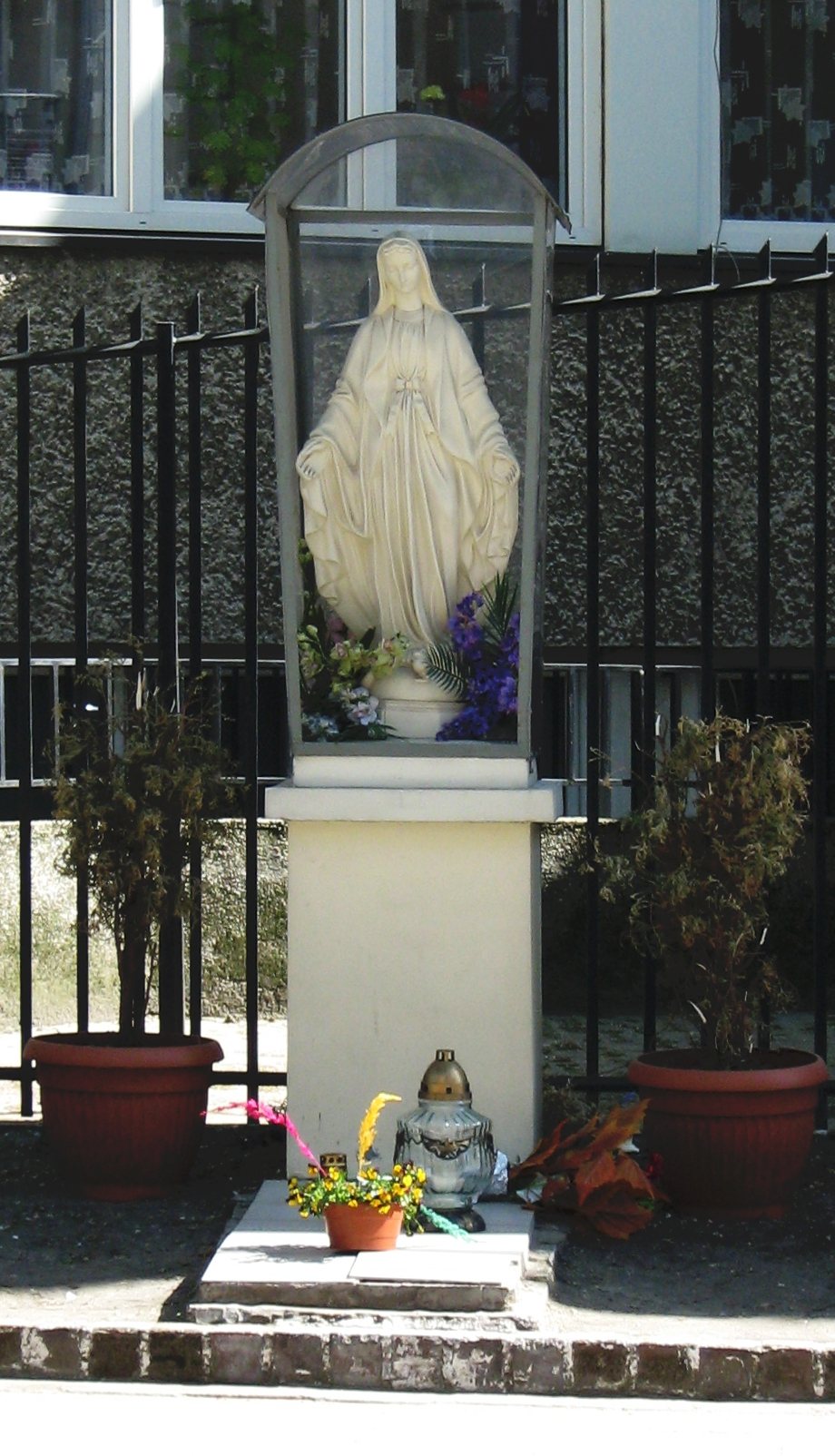